# 13682 Pressberger
13682 Pressberger è un asteroide della fascia principale. Scoperto nel 1997, presenta un'orbita caratterizzata da un semiasse maggiore pari a 3,1845749 UA e da un'eccentricità di 0,1066855, inclinata di 2,84003° rispetto all'eclittica.
L'asteroide è dedicato all'astronomo austriaco Rudolf Pressberger.